# Joe Penny
Pour les articles homonymes, voir Penny.
 (juin 2017).
Joseph Edward Penny Jr., dit Joe Penny, né le 24 juin 1956 à Londres (Royaume-Uni) est un acteur américain.

## Biographie
D'un père américain et d'une mère italienne, il passe toute son enfance en Géorgie. Il a quinze ans lorsque ses parents s'installent en Californie. Il fréquente alors la Marina High School de Huntington Beach où il joue davantage au football qu'il n'étudie. À dix-huit ans, il met un terme à ses études et décide de commencer à travailler. Mais ne décrochant pas de job qui lui plaît, il suit les cours de Lee Strasberg. Il fait ses débuts d'acteur à la télévision, en 1977, apparaît dans les séries CHiPs, Lou Grant, Flamingo Road, Vegas ... En 1984, devient le co-héros de Riptide au côté de Perry King, Suivent Matlock, La loi est la loi, Perry Mason, Walker, Texas Ranger, Les Soprano et, en 2007, un épisode des Experts.

## Filmographie

### Cinéma
- 1978 : Our Winning Season de Joseph Ruben : Dean Berger
- 1981 : SOB de Blake Edwards : officier Buchwald
- 1981 : Lifepod de Bruce Bryant : Simmons
- 1981 : Les Tueurs de l'éclipse (Bloody Birthday) d'Ed Hunt : M. Harding
- 1999 : The Prophet's Game de David Worth : Walter Motter
- 1999 : BitterSweet (vidéo) de Luca Bercovici (en) : Carl Peckato
- 2000 : Jack of Hearts de Serge Rodnunsky : Arden Cook
- 2002 : The Little Unicorn de Paul Matthews : Tiny
- 2007 : Jane Doe: How to Fire Your Boss (vidéo) de James A. Contner : Frank Darnell
- 2015 : The Last Night Inn de John Heath : Sam

### Télévision
- 1986 : Perry Mason : Meurtre en direct de : Robert McCay

#### Téléfilm
- 1977 : Delta County, U.S.A. de Glenn Jordan : Joe Ed
- 1978 : Death Moon de Bruce Kessler : Rick Bladen
- 1979 : Samurai de Lee H. Katzin : Lee Cantrell
- 1979 : The Girls in the Office de Ted Post : Beau Galloway
- 1980 : The Gossip Columnist de James Sheldon : Paul Cameron
- 1983 : Savage in the Orient de Vincent Sherman : Peter Savage
- 1987 : Les Roses rouges de l'espoir (Roses Are for the Rich) de Michael Miller : Lloyd Murphy
- 1987 : Le Serment du sang (Blood Vows: The Story of a Mafia Wife) de Paul Wendkos : Edward Moran
- 1988 : A Whisper Kills de Christian I. Nyby II : Dan Walker
- 1990 : The Operation de Thomas J. Wright : Dr Ed Betters
- 1992 : Jalousie criminelle (The Danger of Love: The Carolyn Warmus Story) de Joyce Chopra : Michael Carlin
- 1994 : Au nom de la vérité (The Disappearance of Vonnie) de Graeme Campbell : Ron Rickman
- 1994 : Terror in the Night de Colin Bucksey : Lonnie
- 1995 : Young at Heart d'Allan Arkush : Mike
- 1996 : Victime du silence (She Woke Up Pregnant) de James A. Contner : Dr Roger Nolton
- 1996 : Double Jeopardy de Deborah Dalton : John Dubroski
- 1997 : Erreur fatale (Stranger in My Home) de Farhad Mann (en) : Ned Covington
- 1997 : Le justicier braque la mafia (Breach of Faith: A Family of Cops II) de David Greene : Ben Fein
- 1999 : Le justicier reprend les armes (Family of Cops III: Under Suspicion) de Larry Sheldon : Ben Fein
- 2001 : The Red Phone: Manhunt de Jerry Jameson : Jack Darrow
- 2002 : Ma fille, mon espoir (Two Against Time) de David Anspaugh : George Tomich
- 2003 : The Red Phone: Checkmate de Jerry Jameson : Darrow
- 2005 : Jane Doe: The Wrong Face de Mark Griffiths : Frank Darnell
- 2005 : Miss Détective : Un mort en cavale (Jane Doe: Til Death Do Us Part) d'Armand Mastroianni : Frank Darnell
- 2005 : Jane Doe: Now You See It, Now You Don't d'Armand Mastroianni : Frank Darnell
- 2005 : Jane Doe: Vanishing Act de James A. Contner : Frank Darnell
- 2006 : Miss Détective : Le Prix à payer (Jane Doe: Eye of the Beholder) de Lea Thompson : Frank Darnell
- 2006 : Jane Doe: Yes, I Remember It Well d'Armand Mastroianni : Frank Darnell
- 2007 : Démons de pierre (Reign of The Gargoyles) d'Ayton Davis : Gus
- 2007 : Jane Doe: Ties That Bind de James A. Contner : Frank Darnell
- 2008 : Miss Détective : Le Prix à payer (Jane Doe: The Harder They Fall) de Lea Thompson : Frank Darnell
- 2011 : La Vidéo de la honte (Betrayed at 17) de Doug Campbell : John Taylor

#### Série télévisée
- 1977 : Forever Fernwood : Sal DiVito
- 1977 : The Hardy Boys/Nancy Drew Mysteries (saison 1, épisode 02 : The Mystery of Pirate's Cove) : Brandon
- 1978 : Mother, Juggs and Speed (programme court) : Speed
- 1978 : CHiPs (CHiPs) (saison 1, épisode 22 : Monsieur je sais tout) : officier Brent Delaney
- 1979 : Lou Grant (saison 3, épisode 01 : Cop) : Dave Tynan
- 1980 : Paris (saison 1, épisode 11 : Fitz's Boys) : Mike Fitz
- 1981 : Chroniques des années 30 (Gangster Wars) (mini-série) : Benjamn "Bugsy" Siegel
- 1981 : Vegas (Vega$) (saison 3, épisode 09 : The Andreas Addiction) : Nickie Andreas
- 1981 : Flamingo Road : Nick Walker
  - (saison 1, épisode 03 : Rien ne va plus : 1re partie)
  - (saison 1, épisode 04 : Rien ne va plus : 2e partie)
- 1983 : Matt Houston (saison 2, épisode 04 : The Centerfold Murders) : Eric Jason
- 1983 : Loterie (Lottery!) (saison 1, épisode 03 : Denver: Following Through)
- 1983 : Archie Bunker's Place (saison 4, épisode 24 : I'm Torn Here) : Rick Baxter
- 1983 : Tucker's Witch (saison 1, épisode 07 : Dye Job) : Justin St. Peter
- 1983 : Hooker (T.J. Hooker) (saison 3, épisode 04 : Le Grand Chef) : Miles Dickson
- 1984 - 1986 : Riptide (saison 1 à 3 : 56 épisodes) : Nick Ryder
- 1986 : La Cinquième Dimension (The Twilight Zone) (saison 2, épisode 30 : Le Piano complice) : Ricky Frost
- 1986 : Matlock : Paul Baron
  - (saison 1, épisode 05: Le Parrain : 1re partie)
  - (saison 1, épisode 06 : Le Parrain : 2e partie)
- 1987 - 1992 : La loi est la loi (Jake and the Fatman) (saison 1 à 5 : 103 épisodes) : Jake Styles
- 1995 : Les Anges du bonheur (Touched by an Angel) (saison 2, épisode 04 : La Confiance) : Zack Bennett
- 1998 : Diagnostic : Meurtre (Diagnosis Murdes) (saison 6, épisode 09 : Les Fantômes du passé) : Det. Reggie Ackroyd
- 1999 : Destins croisés (Twice in a Lifetime) (saison 1, épisode 07 : Frères de sang ) : Flash Jericho / David Lazarus
- 1999 : Walker, Texas Ranger (saison 8, épisode 07 : Témoin silencieux ) : Sonny Tantero
- 2000 : Les Soprano (The Sopranos) : Vic Musto
  - (saison 2, épisode 10 : Dépôt de bilan)
  - (saison 2, épisode 12 : Le Chevalier blanc dans son armure de satin)
- 2000 : Chicken Soup for the Soul (épisode : The Surprise) : David
- 2001 : Scope : Host
- 2002 : Boomtown (saison 1, épisode 07 : Smith et Wesson) : Les Van Buren
- 2003 : Sept à la maison (7th Heaven) (saison 8, épisode 08 : Explications) : Nick
- 2005 : Threshold : Premier Contact (Threshold) (saison 1, épisode 05 : Réaction en chaîne) : Robert Sprague
- 2007 : Les Experts (CSI: Crime Scene Investigation) (saison 7, épisode 23 : Le bon, la brute et la dominatrice) : Jack Oakley
- 2008 : Des jours et des vies (Days of our Lives) (6 épisodes) : Martino Vitali
- 2008 : Les Experts : Miami (CSI: Miami) (saison 7, épisode 06 : Promesse non tenue) : Travis Drake
- 2009 - 2010 : Cold Case : Affaires classées (Cold Case) : Hank Butler
  - (saison 6, épisode 22 : Bleus, pairs et passe)
  - (saison 6, épisode 23 : Au fond des choses)
  - (saison 7, épisode 14 : Métamorphose)